# Fiddletown
Fiddletown – jednostka osadnicza w Stanach Zjednoczonych, w stanie Kalifornia, w hrabstwie Amador.